# Габбард (Техас)
Габбард (англ. Hubbard) — місто (англ. city) в США, в окрузі Гілл штату Техас. Населення — 1394 особи (2020).

## Географія
Габбард розташований за координатами 31°50′49″ пн. ш. 96°48′0″ зх. д. / 31.84694° пн. ш. 96.80000° зх. д. (31.846806, -96.800008).  За даними Бюро перепису населення США в 2010 році місто мало площу 5,16 км², з яких 5,06 км² — суходіл та 0,10 км² — водойми.

## Демографія
Згідно з переписом 2010 року, у місті мешкали 1423 особи в 587 домогосподарствах у складі 364 родин. Густота населення становила 276 осіб/км².  Було 713 помешкання (138/км²).
Расовий склад населення:
| - 78,9 % — білих - 16,5 % — чорних або афроамериканців - 0,4 % — азіатів - 0,2 % — корінних американців - 0,1 % — вихідців з тихоокеанських островів - 2,3 % — осіб інших рас |

До двох чи більше рас належало 1,5 %. Частка іспаномовних становила 6,6 % від усіх жителів.
За віковим діапазоном населення розподілялося таким чином: 24,4 % — особи молодші 18 років, 54,0 % — особи у віці 18—64 років, 21,6 % — особи у віці 65 років та старші. Медіана віку мешканця становила 42,6 року. На 100 осіб жіночої статі у місті припадало 77,0 чоловіків;  на 100 жінок у віці від 18 років та старших — 71,9 чоловіків також старших 18 років.
Середній дохід на одне домашнє господарство  становив 46 874 долари США (медіана — 31 202), а середній дохід на одну сім'ю — 61 786 доларів (медіана — 46 125). Медіана доходів становила 40 000 доларів для чоловіків та 30 625 доларів для жінок. За межею бідності перебувало 24,3 % осіб, у тому числі 32,5 % дітей у віці до 18 років та 8,1 % осіб у віці 65 років та старших.
Цивільне працевлаштоване населення становило 619 осіб. Основні галузі зайнятості: освіта, охорона здоров'я та соціальна допомога — 26,2 %, роздрібна торгівля — 13,7 %, виробництво — 11,1 %.